# Drapelul Republicii Trinidad și Tobago

Drapelul statului Trinidad și Tobago - Proporțiile steagului - 3:5

Drapelul Republicii Trinidad și Tobago a fost adoptat o dată cu declararea independenței față de Marea Britanie la 31 august 1962. Proiectat de Carlisle Chang (1921-2001), steagul statului Trinidad-Tobago a fost ales de către comisia de independență din 1962. Roșu, alb si negru simbolizează foc (soarele, reprezentând curajul), pământ (reprezentând dedicarea) și apă (care reprezintă puritatea și egalitatea).

## Design
Drapelul statului Trinidad și Tobago este alcătuit dintr-un câmp roșu cu o bandă diagonală neagră mărginită pe ambele părți de câte o bandă albă, diagonala plecând din partea stângă sus dinspre lance spre partea dreaptă jos spre latura liberă.

## Construire
Lățimea dungilor albe este de 1/30 din lungimea steagului și lățimea fâșiei negre este de 2/15. Lățimea totală a celor trei dungi împreună este, prin urmare, de 1/5 din lungimea lui.

## Steaguri coloniale britanice
Înainte de declararea independenței față de Marea Britanie în august 1962, Trinidad și Tobago a folosit steagul britanic albastru pe care se afla o stemă care prezenta o navă care sosește în fața unui munte. 

Steagul colonial statului Trinidad și Tobago (1889-1962)
Steagul roșu al statului Trinidad și Tobago (1889-1962)